# Nightnoise
Nightnoise fue una banda que fusionaba la música tradicional irlandesa con el jazz, activa durante los años 80 y 90.

## Trayectoria artística
Nightnoise comenzó como una colaboración entre el violinista estadounidense Billy Oskay y el guitarrista irlandés Mícheál Ó Domhnaill. Juntos lanzaron el álbum Nightnoise en 1984. Tres años después la hermana de Mícheál Ó Domhnaill, pianista y vocalista, Tríona Ní Dhomnaill, quien había colaborado previamente con su hermano en Skara Brae, Relativity, y Bothy Band; y el flautista irlandés-estadounidense, Brian Dunning se unieron al dúo original. Nightnoise, la banda, había nacido mucho bb.
El primer álbum del cuarteto fue Something of Time, lanzado por Windham Hill en 1987. Este fue seguido por At the End of the Evening en 1988, The Parting Tide en 1990, y la compilación A Windham Hill Retrospective en el año 1992. Este fue el último álbum del cual participó Billy Oskay, ya que decidió dejar la banda.
Luego de la partida de Billy Oskay, el violinista escocés Johnny Cunningham, anteriormente integrante de Silly Wizard quien había tocado con Tríona Ní Dohmnaill y Michael O'Dohmnaill en la banda Relativity, tomó la ocupación de Billy Oskay. La banda tomó un sonido mucho más irlandés, cuando aún retenían su estilo propio. El nuevo Nightnoise lanzó los álbumes Shadow of Time en 1994, A Different Shore en 1995, y el favorito de su público, The White Horse Sessions en el año 1997, un álbum que ofrece canciones en vivo mezcladas con canciones de estudio, con los colegas de Windham Hill como audiencia. El álbum también ofrece material original sólo disponible en este formato en vivo (las canciones "Heartwood", "Do We", y "Murdo of the Moon"), así como un cover del clásico de Van Morrison, Moondance. The White Horse Sessions marca el fin del contrato obligatorio de Windham Hill con la banda, quienes decidieron re-ubicarse en Irlanda, mientras cada integrante se enfoca en sus propios proyectos.
The White Horse Sessions terminó siendo el último álbum de Nightnoise. Johnny Cunningham dejó la banda luego de dicho lanzamiento, y fue reemplazado por el violinista irlandés John Fitzpatrick. En una entrevista de 1999, Micheal O'Dohmnaill indicó que Nightnoise no se había separado, y que la banda se reuniría pronto para preparar nuevo material. En los años posteriores grabaron composiciones originales y versiones de canciones clásicas, pero únicamente para álbumes compilatorios (especialmente de temática navideña), no propios. Nightnoise se disolvió finalmente hacia finales de 2003. 
Johnny Cunningham falleció el 15 de diciembre de 2003 por un infarto; tenía 46 años. Míchéal Ó Domhnaill murió de un infarto en julio de 2006 en su hogar de Dublín, Irlanda, a los 54 años. Dunning falleció el 10 de febrero de 2022 a los 70 años.

## Componentes
- Johnny Cunningham (27 de agosto de 1957 – 15 de diciembre de 2003) – violín (desde 1990).
- Brian Dunning (21 de diciembre de 1951 - 10 de febrero de 2022) – flauta.
- John Fitzpatrick – violín (desde 1997).
- Tríona Ní Dhomhnaill – piano, sintetizadores, voz, flauta y clavinet.
- Mícheál Ó Domhnaill (7 de octubre de 1951 – 7 de julio de 2006) – guitarra, piano, banjo, mandolina, tin whistle y armónica.
- Billy Oskay – violín.

## Discografía
- Nightnoise (Billy Oskay y Micheal O'Dohmnaill, 1984)
- Something of Time (1987)
- At the End of the Evening (1988))
- The Parting Tide (1990)
- A Windham Hill Retrospective (compilación, 1992)
- Shadow of Time (1994)
- A Different Shore (1995)
- The White Horse Sessions (1997)
- Pure Nightnoise (2006) compilación